# Csány Bernát (alispán)
Csányi Csány Bernát (fl. 1549–1586), Zala vármegye alispánja, országgyűlési követe, földbirtokos.

A Buzád-Hahót nemzetség címere

## Élete
Az ősrégi Hahót nemzetségbeli Csány családnak a sarja. Apja Csány Miklós (fl. 1500–1542), földbirtokos, anyja Maráczy Lúcia (fl. 1540–1550). Az apai nagyapja Csány Balázs (fl. 1475–1532), királyi tanácsos, Zala vármegye alispánja, országgyűlési követe, földbirtokos. Az anyai nagyszülei Nezdei Ambrus (fl. 1490–1510), földbirtokos és Maráczy Katalin (fl. 1525) voltak; Maráczy Katalinnak a szülei Maráczy László (fl. 1495), földbirtokos és zicsi Zichy Perpetua (fl. 1495), aki pedig Zichy Benedek (fl. 1404–1467), földbirtokos és szerdahelyi Imréffy Anna lánya volt.
1561. július 8-án Batthyány I. Ferenc horvát bán a Csány Bernátnak, a királyi kancellária esküdt jegyzőjének, adta át a felsöörsi prépostságot. Azonban az ifjú sem a papi rendet nem vette fel, sem a prépostságot soha nem vette át, inkább a katonai pálya vonzotta, és ő is inkább fosztogatta az egyházi birtokokat. 1576-ban Csány Bernát zalai alispáni minőségben zsoldosokat kért a zalacsányi erődítményének a védelmezése érdekében. Ekkor Károly főherceg parancsot intézett Bornemisza Jánoshoz, hogy a Nagykanizsához fogadott zsoldosokból 25-t küldjön a zalacsányi castellumába eleget téve ezzel Csány Bernát alispán kérésének. Csány Bernát 1580. december 4. és 1581. november 1. között Zala vármegye alispánja volt pölöskefői Eördgöh Gergely mellett. Magán birtok- és családügyi okok miatt Eördögh Gergely és Csány Bernát széthúznak és sehogyan nem voltak képesek egyetérteni. A széthúzás elkerülésére úgy határoztak, hogy az alispánok a következő közgyűlésig kötelesek a feladatukat rendesen ellátni. 1581 július 16-án a vármegye peleskei Eördögh Gergely és Csányi Bernát alispánok helyére viszálykodásuk miatt gersei Pethő Ambrust és Kristófot választották, akik a közgyűlés előtt letették a hivatali esküt. Csány Bernát Zala vármegye főadószedője is volt 1580. október 15-étől Szily Ferenc mellett. Az 1581-ben zajlott országgyűlésén Csány Bernát zalai követ volt Kávási Jób, hetési Pete Imre és gersei Pethő Ambrus mellett; ebben a minőségben 1582-ben is tevékenykedett. 1584. június 8-a és 1586 november 16-a között ismét Zala vármegye főadószedője volt.

## Házassága és leszármazottjai
Házasságot kötött bagonyai Kövér Magdolna kisasszonnyal, akinek a szülei bagonyai Kövér Balázs, földbirtokos és mihályházi Hettyey Margit voltak. 1588. február 3-án néhai Csányi Bernát özvegye, bagonyai Kövér Magdolna panaszt tett Csány János ellen, hogy az rögtön férje halála után kizárta őt Csány várából, elvette minden ingó jószágát és őt magát kifosztotta. Ezért úgy határoztak, hogy Eördögh Gergely alispán miután meggyőződött az igazságról, adja vissza Magdolna asszonynak férje birtokait és birtokjogait. Csány Bernát és Kövér Magdolna frigyéből született:
- Csány György (fl. 1592–1648), totfalui várkapitány, földbirtokos. 1.f.:  Sylvester Katalin. 2.f.: osztopáni Perneszy Borbála (fl. 1633–1660).
- Csány Imre (fl. 1592–1652), földbirtokos. Neje: pölöskefői Eördögh Katalin. Csány Imre és Eördogh Katalin lánya: csányi Csány Katalin (fl. 1666), akinek a férje Kerpacsics István (fl. 1636-1659), zalaegerszegi várkapitány, földbirtokos.